# Чечевиця бліда
Чечевиця бліда (Carpodacus synoicus) — вид горобцеподібних птахів родини в'юркових (Fringillidae). Мешкає на Близькому Сході. Є національним птахом Йорданії. Синьцзянська чечевиця раніше вважалася конспецифічною з блідою чечевицею.

## Опис

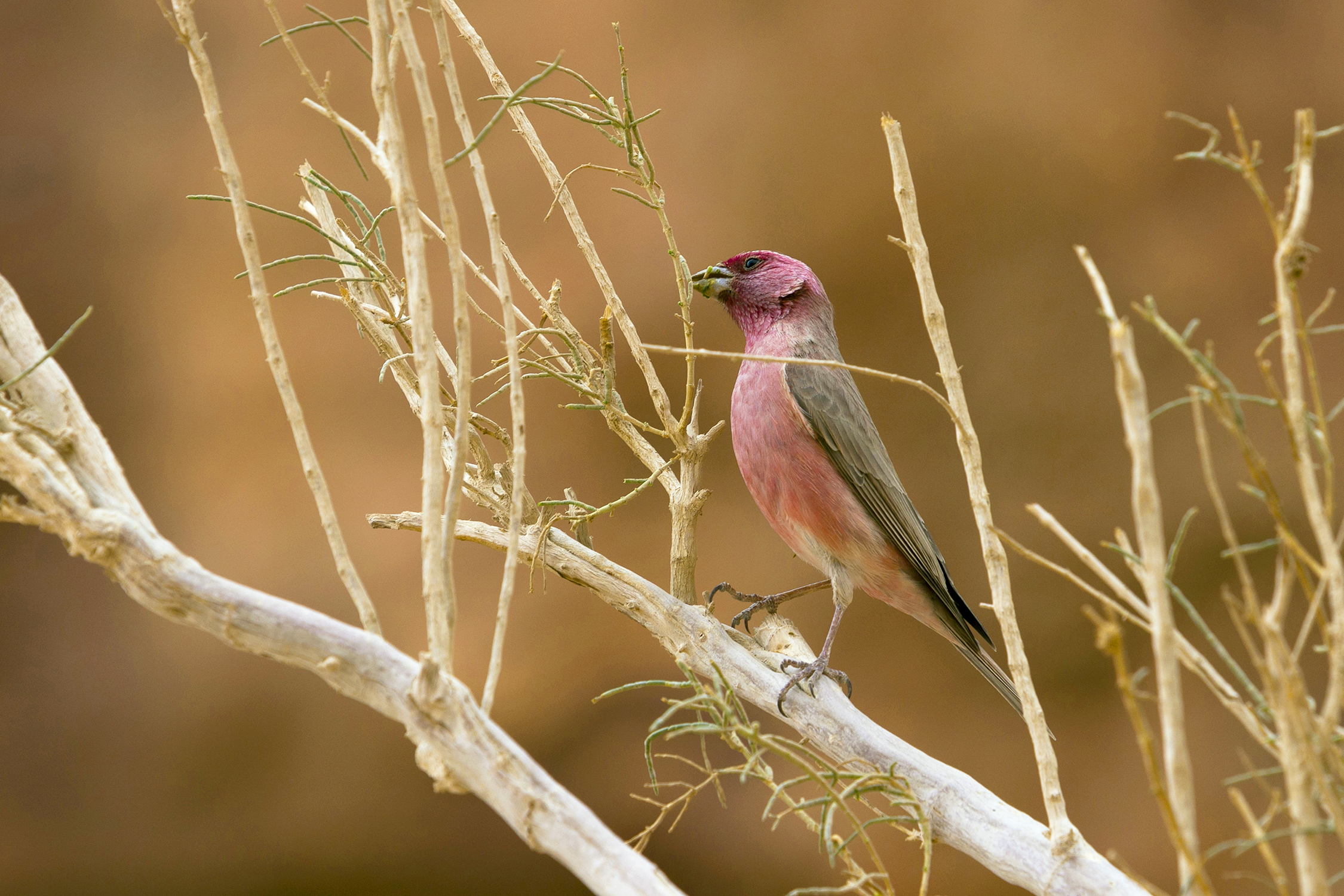
Самець блідої чечевиці (Ваді-Рам, Йорданія)

Довжина птаха становить 14,5-16 см, вага 17-24 г. Виду притаманний статевий диморфізм. Самиці мають повністю піщано-сіре або охристе забарвлення, нижня частина тіла у них дещо світліша. На голові і спині малопомітні темні смужки, покривні пера крил мають дещо світліші края. У самців обличчя, горло, груди і живіт мають рожевуватий відтінок, більш темний на обличчі і світліший на животі. Верхня частина тіла має легкий рожевуватий відиінок. Гузка у них біла, надхвістя рожевувате. Забарвлення молодих птахів подібне до забарвлення самиць. Очі темно-карі, дзьоб чорнуватий з роговими краями, лапи чорнуваті, у самців тілесного кольору.

## Поширення і екологія
Бліді чечевиці мешкають на північному заході Саудівської Аравії, в Йорданії, Ізраїлі та на Синайському півострові в Єгипті. Вони живуть в скелястих пустельних районах, зокрема в пустелях Негев і Синай, на кам'янистих гірських схилах, в ущелинах, каньйонах і ваді, часто поблизу джерел води. Зустрічаються зграйками по 10-12, іноді до 40 птахів. на висоті від 2000 до 3350 м над рівнем моря. Бліді чечевиці часто долають значні відстані в пошуках води. Вони живляться насінням, пагонами, бруньками, плодами, іноді комахами. Сезон розмноження триває з кінця березня по липень, гніздяться серед скель.